# Potamolepis leubnitziae
Potamolepis leubnitziae is een sponssoort in de taxonomische indeling van de gewone sponzen (Demospongiae). Het lichaam van de spons bestaat uit kiezelnaalden en sponginevezels, en is in staat om veel water op te nemen. 
De spons behoort tot het geslacht Potamolepis en behoort tot de familie Potamolepidae. De wetenschappelijke naam van de soort en van het geslacht Potamolepis, werd voor het eerst geldig gepubliceerd in 1883 door William Marshall.